# قبور المرابطين الثلاثة
 قبور المرابطين الثلاثة  هو معلم أثري تونسي مصنف من قبل المعهد الوطني للتراث يقع في ولاية مدنين في الجنوب الشرقي التونسي، تحديدا في مدينة حومة السوق تم تصنيف المعلم في يوم 16 نوفمبر 1928 .

## مقالات ذات صلة
- قائمة المعالم الأثرية المصنفة في تونس